# Калмиківський (Клетський район)
Калмиківський (рос. Калмыковский) — хутір у Клетському районі Волгоградської області Російської Федерації.
Населення становить 923 особи. Входить до складу муніципального утворення Калмиківське сільське поселення.

## Історія
Хутір розташований у межах українського історичного та культурного регіону Жовтий Клин.
Згідно із законом від 14 лютого 2005 року № 1003-ОД органом місцевого самоврядування є Калмиківське сільське поселення.

## Населення
| 2010 |
| ---- |
| 923  |